# Se Beber, Não Ceie
Se Beber, Não Ceie é um filme de comédia brasileiro, lançado em 21 de dezembro de 2018, dirigido por Rodrigo Van Der Put e produzido pela Netflix e o grupo de humor Porta dos Fundos.

## Enredo
Em explícita sátira à série de filmes norte-americana Se Beber, Não Case, o filme produzido pela Netflix satiriza o universo bíblico. Após a última ceia, regada de muito vinho, os discípulos de ressaca, percebem que perderam seu Messias, Jesus Cristo.

## Elenco
Compõem o elenco:
| Ator              | Personagem       |
| ----------------- | ---------------- |
| Gregório Duvivier | Judas Iscariotes |
| Fábio Porchat     | Jesus            |
| Antonio Tabet     | Tomé             |
| Evelyn Castro     | Kenia            |
| Rafael Portugal   | Diego            |
| Pedro Benevides   | Simão            |
| Karina Ramil      | Maria Madalena   |
| Pedro Monteiro    | Tiago Menor      |
| Camillo Borges    | Tiago Maior      |
| Paulo Vieira      | Pedro            |
| Fábio de Luca     | Bartolomeu       |
| Gabriel Totoro    | Guarda romano    |
| Victor Leal       | Guarda Romano    |
| Raphael Logam     | Dono da taberna  |

## Recepção da crítica
Cristina Padiglione, do jornal Folha de S.Paulo, classificou o filme como: "A produção é boa, bem acabada, digna de um filme de qualidade, com cuidado superior aos vídeos do grupo na internet – que já são de um nível bem acima da média encontrada no YouTube. Em tons pastel, o especial reforça a estética que mais se identifica com imagens bíblicas, da iluminação aos figurinos, com câmeras trilhando takes bem planejados, sem cair na tentação do lugar comum." 

## Lançamento
O filme estreou pelo serviço de streaming Netflix, no dia 21 de dezembro de 2018, em todo o mundo, exceto em Singapura, onde o especial foi banido.

## Prêmios e indicações
| Ano  | Premiação                 | Categoria      | Resultado | Ref.          |
| ---- | ------------------------- | -------------- | --------- | ------------- |
| 2019 | Prêmio Emmy Internacional | Melhor Comédia | Venceu    | [ 10 ] [ 11 ] |